# Trochetiopsis melanoxylon
Trochetiopsis melanoxylon, відоме під назвою чорне дерево Святої Єлени, споріднене з Trochetiopsis ebenus, але зараз вимерло. T. melanoxylon відрізнявся від T. ebenus тим, що мав значно менші квітки, безволосі чашолистки на внутрішній поверхні та густо запушене листя з обох поверхонь (T. ebenus густо запушене лише на нижній поверхні листя). Востаннє його бачили, коли його зібрали Бенкс і Соландер у 1771 році під час першої подорожі Кука. Можливо, колись він покривав багато найпосушливіших схилів острова Святої Єлени, але, здається, став однією з перших жертв португальських моряків, які завезли свійських кіз незабаром після відкриття острова Святої Єлени в 1502 році.